# MEO (Unternehmen)
MEO ist ein portugiesisches Medienunternehmen und eine Tochter des Telekommunikationskonzerns Altice Portugal (früher Portugal Telecom). Bis 2014 hieß das Unternehmen „TMN“, der Abkürzung für Telecomunicações Móveis Nacionais, zu Deutsch in etwa „Nationale Mobilfunkkommunikation“.
MEO hat seinen Sitz im Edifício Marconi, einem angemieteten Bürogebäude am nördlichen Rand des Zentrums der Hauptstadt Lissabon.

## Geschichte

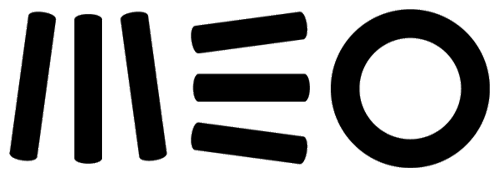
Logo bis 2024 verwendet

MEO in seiner heutigen Form wurde 2007 nach der Trennung von PT Comunicações und PT Multimédia (später ZON und heute NOS) gegründet. Während PT Multimédia Koaxialkabel einsetzte, begann MEO nach der Trennung mit der Verwendung von Kupferkabeln. Der von MEO im Kupferkabelnetz bereitgestellte Fernsehdienst wird über die ADSL-Leitung bereitgestellt. Telecomunicações Móveis Nacionais (TMN), Portugals erster und größter Mobilfunknetzbetreiber, wurde später im Jahr 2014 in die Marke MEO integriert, nachdem zwei der Anteilseigner von TMN, Telephones de Lisboa e Porto (TLP) und Marconi Comunicações Internacionais (die portugiesischen Niederlassungen des Vereinigten Königreichs) (mit Sitz in Marconi Company) wurden 1994 bzw. 2002 von Portugal Telecom übernommen.
Der kommerzielle Start des ADSL2+-Dienstes erfolgte im Juni 2007. Der Satellitendienst startete im April 2008 mit dem Hispasat-Satelliten, bald folgte der FTTH-Dienst. Die ADSL2+- und FTTH-Angebote erstreckten sich über ganz Portugal und umfassten Breitband-Internetdienste (mit bis zu 400 Mbit/s) sowie einen Telefondienst.
Im Mai 2009 gab PT Portugal (heute Altice Portugal) nach Beginn der Übertragung des digitalen terrestrischen Fernsehens (TDT) bekannt, dass der Triple-Play-Dienst auch mit Glasfasergeschwindigkeiten von bis zu 400 Mbit/s verfügbar sei.
Ein weiterer Dienst, der auf DTT basiert, ist MEO TDT, der im 3G-Plattendienst enthalten ist, der über die mobilen Internetsignale von DTT erfasst wird. Dieser Dienst umfasste einen High Definition (HD)-Kanal und die fünf wichtigsten portugiesischen Kanäle. Der MEO DTT-Dienst bietet auch einige der Vorteile des ADSL- und Glasfaser-Dienstes (Pause, Registrierung...).
Im Juli 2010 teilte Portugal Telecom mit, dass MEO die Marke von 700.000 Kunden überschritten habe.
Im November 2011 erreichte MEO eine Million Abonnenten. Im Januar 2014 wurden MEO und TMN zu einer einzigen Marke, MEO Serviços de Comunicações e Multimédia S.A.
Mit der Auslagerung des Telekommunikationsbereiches aus der CTT in das neue Unternehmen Portugal Telecom und der 1994/1995 erfolgten Privatisierung des Mutterunternehmens befand sich TMN nicht mehr in Staatshand. TMN war der erste GPRS-Betreiber in Portugal, am 21. April 2004 lancierte das Unternehmen auch als Erstes die UMTS-Technik in dem westeuropäischen Land. Seit 2008 verkauft TMN auch Mobiltelefone mit HSDPA-Technologie, auch als UMTS-Broadband bezeichnet. Ebenso war TMN das erste Unternehmen in Portugal, das Prepaidkarten verkaufte.
Derzeit ist MEO im Bereich des Mobilfunks mit 7,8 Mio. Mobilfunkkunden und einem Marktanteil von 45,8 Prozent Marktführer in Portugal, vor NOS und Vodafone Portugal mit 36,2 Prozent.

## Make-Up
Die Kommunikationskampagne investierte in einen starken Werbeaufwand, in dessen Hauptfiguren portugiesische Humoristen, die Gato Fedorento, spielten. 2015 verließ das Marketing Gato Fedorento nach 7 Jahren und Cristiano Ronaldo startete die neue Kampagne für die Marke MEO, eine Unterabteilung von Altice. 2018 kam Sophia auf den Markt, genau wie die neue 4K- und tragbare Box in Zusammenarbeit mit Cristiano Ronaldo. Der aktuelle Slogan lautet MEO Humaniza-te.

## Streit um Netzneutralität

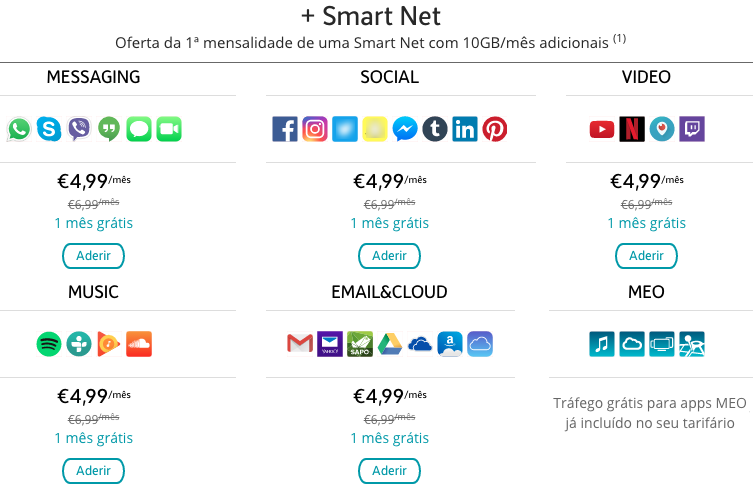

Eine MEO-Werbung für Datenzugriffe stand im Mittelpunkt einer im Oktober 2017 beginnenden Diskussion in Portugal, der Europäischen Union und den Vereinigten Staaten zum Thema Netzneutralität.
MEO hat seine Werbung für Internetdienste auf seiner eigenen Website veröffentlicht. Am 26. Oktober 2017 veröffentlichte der US-Abgeordnete der Demokratischen Partei, Ro Khanna, einen Screenshot der Website von MEO auf seinem Twitter-Feed und erklärte, dass ihr Verkaufsmodell einen Verstoß gegen die Netzneutralität darstelle.
Im Anschluss an Khannas Nachricht diskutierte die Technologie-Community bei Reddit sie am 27. Oktober. Der Netzneutralitäts-Aktivist Cory Doctorow zeigte die Anzeige am 28. Oktober auf Boing Boing als Beispiel für einen Verstoß gegen die Netzneutralität. Von diesem Punkt an verlief die Diskussion weitreichend. Am 22. November veröffentlichte MEO eine Antwort auf die Beschwerde.